# الحمض النووي البيئي

في هذا المثال ، تترك السمكة خلفها حمض نووي بيئي أثناء تحركها عبر الماء ، لكن تبددها ببطء مع مرور الوقت.

الحمض النووي البيئي هو الحمض النووي التي يتم تجميعها من مجموعة متنوعة من العينات البيئية مثل التربة، مياه البحر، الثلج أو حتى الهواء  بدلا من أخذ عينات مباشرة من كائن فردي. كما تتفاعل الكائنات الحية المختلفة مع البيئة، يتم طرد الحمض النووي ويتراكم في المناطق المحيطة بها. تتضمن أمثلة مصادر الحمض النووي البيئي، على سبيل المثال لا الحصر والبراز والمخاط والأمشاج والجلد المهترئ والذبائح والشعر. يمكن تحليل هذه العينات من خلال طرق تسلسل الحمض النووي عالية الإنتاجية، والمعروفة باسم الميتاجينومية والكشف عن نوع واحد  من أجل قياس ومراقبة التنوع البيولوجي بسرعة. من أجل التمييز بشكل أفضل بين الكائنات الحية داخل العينة، يتم استخدام استقلاب الحمض النووي الذي يتم فيه تحليل العينة ويستخدم مكتبات دي ان أي التي تمت دراستها مسبقًا لتحديد الكائنات الموجودة (مثل BLAST). تحليل الحمض النووي البيئي له إمكانات كبيرة، ليس فقط لرصد الأنواع الشائعة، ولكن للكشف الوراثي وتحديد الأنواع الأخرى الموجودة التي يمكن أن تؤثر على جهود الحفظ. تسمح هذه الطريقة بمراقبة بيولوجية دون الحاجة إلى جمع الكائن الحي، مما يخلق القدرة على دراسة الكائنات الحية الغازية، أو المراوغة، أو المهددة بالانقراض دون إدخال ضغوط بشرية المنشأ على الكائن الحي. يساهم الوصول إلى هذه المعلومات الوراثية مساهمة مهمة في فهم حجم السكان وتوزيع الأنواع والديناميات السكانية للأنواع غير الموثقة جيدًا. سلامة عينات الحمض النووي البيئي تعتمد على الحفاظ عليها داخل البيئة. التربة والتربة الصقيعية والمياه العذبة ومياه البحر هي بيئات كبيرة مدروسة جيدًا تم استخراج عينات من الحمض النووي البيئي، كل منها يشمل العديد من البيئات الفرعية المكيفة. بسبب تنوعها، يتم تطبيق الحمض النووي البيئي في العديد من البيئات الفرعية مثل أخذ عينات من المياه العذبة، وأخذ عينات من مياه البحر، وأخذ عينات من التربة الأرضية (التندرا بيرمفروست)، وأخذ عينات من التربة المائية (النهر، البحيرة، البركة، ورواسب المحيط)،  أو غيرها من البيئات حيث يمكن أن تصبح إجراءات أخذ العينات العادية مشكلة.

## مجموعة

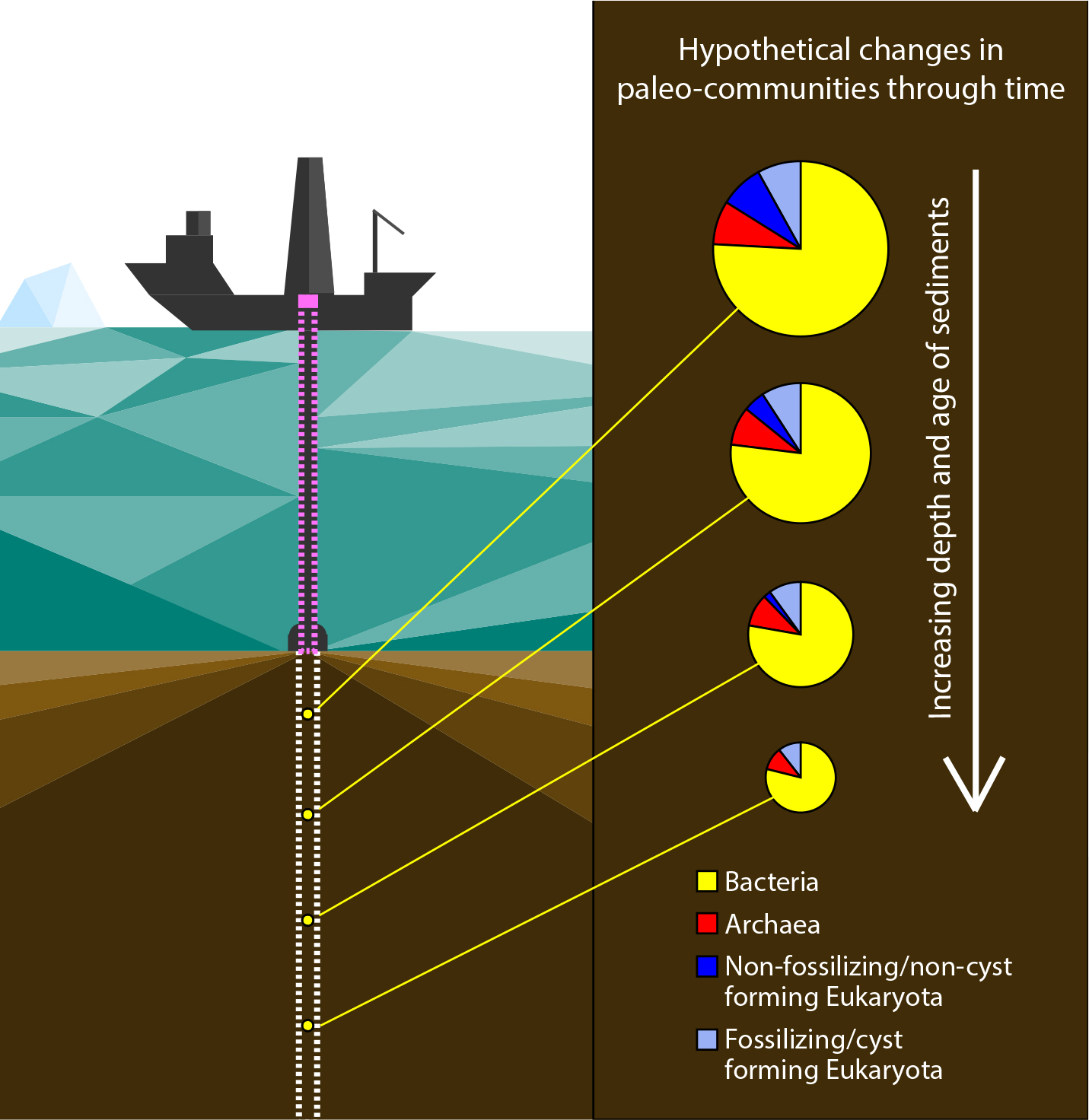
سفينة حفر تجمع عينات من قاع البحر لدراسة الحياة البحرية القديمة.

### الرواسب الأرضية
تنبع أهمية تحليل الحمض النووي البيئي من التعرف على القيود التي قدمتها الدراسات القائمة على الثقافة. تكيفت الكائنات الحية لتزدهر في الظروف المحددة لبيئاتها الطبيعية. على الرغم من أن العلماء يعملون على محاكاة هذه البيئات، إلا أنه لا يمكن إزالة العديد من الكائنات الحية المجهرية واستزراعها في بيئة معملية. بدأت النسخة الأولى من هذا التحليل بـ RNA الريباسي (حمض نووي ريبوزي ريبوسومي) في الميكروبات لفهم الميكروبات التي تعيش في بيئات معادية بشكل أفضل. لا يمكن الوصول إلى التركيب الجيني لبعض الميكروبات إلا من خلال تحليل الحمض النووي البيئي. تم تطبيق التقنيات التحليلية للـ الحمض النووي البيئي أولاً على الرواسب الأرضية التي تنتج الحمض النووي من كل من الثدييات المنقرضة والبعيدة والطيور والحشرات والنباتات. عينات المستخرجة من هذه الرواسب الأرضية يتم الرجوع إليها عادة باسم «DNA القديم الرسوبية» (DNA سيدا أو DNA التراب).  يمكن أيضًا استخدام تحليل الحمض النووي البيئي لدراسة مجتمعات الغابات الحالية بما في ذلك كل شيء من الطيور والثدييات إلى الفطريات والديدان.

### الرواسب المائية
استُخدِم السدنا لاحقًا لدراسة التنوع الحيواني القديم والتحقق منه باستخدام سجلات أحفورية معروفة في الرواسب المائية. الرواسب المائية محرومة من الأكسجين وبالتالي فهي تحمي الحمض النووي من التدهور. بخلاف الدراسات القديمة، يمكن استخدام هذا النهج لفهم التنوع الحيواني الحالي بحساسية عالية نسبيًا. في حين أن عينات المياه النموذجية يمكن أن تتحلل الحمض النووي بسرعة نسبية، يمكن أن تحتوي عينات الرواسب المائية على الحمض النووي المفيد بعد شهرين من وجود الأنواع. تتمثل إحدى المشكلات في الرواسب المائية في أنه من غير المعروف أين أودع الكائن الحي الـ الحمض النووي البيئي لأنه كان يمكن أن يتحرك في عمود الماء.

### مائي (عمود الماء)
لقد كان استخدام الـ الحمض النووي البيئي في الرواسب المائية مفيدًا، ولكن يمكن تطبيقه حتى فتح المياه لدراسة اليوم. قبل الحمض النووي البيئي، كانت الطرق الرئيسية لدراسة تنوع المياه المفتوحة هي استخدام الصيد والمحاصرة، الأمر الذي يتطلب التمويل والعمالة الماهرة، وغيرها من الموارد المختلفة، ولكن الحمض النووي البيئي يحتاج فقط عينات من الماء. هذه الطريقة فعالة لأن درجة الحموضة في الماء لا تؤثر على الحمض النووي بقدر ما كان يعتقد سابقًا، ويمكن أن تكون أكثر حساسية بسهولة نسبية. الحساسية هي مدى احتمال ظهور علامة الحمض النووي في المياه التي تم أخذ عينات منها، ويمكن زيادتها ببساطة عن طريق أخذ المزيد من العينات، والحصول على عينات أكبر، وزيادة تفاعل البوليميراز المتسلسل. يتحلل إدنا سريعًا نسبيًا في عمود الماء، وهو أمر مفيد جدًا في دراسات الحفظ على المدى القصير مثل تحديد الأنواع الموجودة.

### مسارات الثلج
يستخدم باحثو الحياة البرية في المناطق الثلجية أيضًا عينات ثلجية لجمع واستخراج المعلومات الوراثية حول الأنواع ذات الاهتمام. تم استخدام الحمض النووي من عينات مسارات الثلج لتأكيد وجود أنواع بعيدة المنال ونادرة مثل الدببة القطبية، الثعلب القطبي الشمالي، الوشق، ولفيرين، والصيادين.
يمكن استخدام الحمض النووي البيئي لمراقبة الأنواع على مدار العام ويمكن أن يكون مفيدًا جدًا في مراقبة الحفظ. لقد نجح تحليل الحمض النووي البيئي في تحديد العديد من الأصناف المختلفة من النباتات المائية،  الأسماك، بلح البحر، الفطريات  وحتى الطفيليات. تم استخدام الحمض النووي البيئي لدراسة الأنواع مع تقليل أي إجهاد يحفز التفاعل البشري، مما يسمح للباحثين بمراقبة وجود الأنواع على نطاقات مكانية أكبر بشكل أكثر كفاءة. الاستخدام الأكثر انتشارًا في الأبحاث الحالية هو استخدام الحمض النووي البيئي لدراسة مواقع الأنواع المعرضة للخطر، والأنواع الغازية، والأنواع الرئيسية في جميع البيئات. يعتبر الحمض النووي البيئي مفيدًا بشكل خاص لدراسة الأنواع ذات الأواهل الصغيرة لأن الـ الحمض النووي البيئي حساس بدرجة كافية لتأكيد وجود نوع ما بجهد قليل نسبيًا لجمع البيانات التي يمكن القيام بها غالبًا مع عينة التربة أو عينة المياه. يعتمد إدنا على كفاءة التسلسل الجيني وتحليلها وكذلك أساليب المسح المستخدمة التي تستمر في أن تصبح أكثر كفاءة وأرخص. أظهرت بعض الدراسات أن عينة الحمض النووي الريبي (الحمض النووي البيئي) المأخوذة من بيئة مجرى مائي وشاطئ تتحلل إلى مستوى غير قابل للكشف خلال 48 ساعة تقريبًا.
يمكن تطبيق الحمض النووي البيئي كأداة لاكتشاف الكائنات ذات الوفرة المنخفضة في كل من الأشكال النشطة والسلبية. وتستهدف عمليات المسح إدنا النشطة الأنواع أو مجموعات من الأنواع للكشف الفردية باستخدام الكمي في الوقت الحقيقي حساسة للغاية أنواع محددة تفاعل البوليميراز المتسلسل. تستخدم مسوحات الحمض النووي البيئي المنفعلة تسلسل الحمض النووي المتوازي على نطاق واسع لتضخيم جميع جزيئات الحمض النووي البيئي في عينة مع عدم وجود هدف مسبق في الاعتبار تقديم أدلة الحمض النووي بطانية من تكوين المجتمع الحيوي.

## روابط خارجية
- انفجار
- Biomeme دليل لإدنا